# Лим Сен Ху
Лим Сен Ху (род. 1956) — сингапурский шахматист, международный мастер (1978).
В составе сборной Сингапура участник 2-х командных чемпионатов Азии (1974—1977).